# 布利塔省
8°19′N 0°59′E / 8.317°N 0.983°E

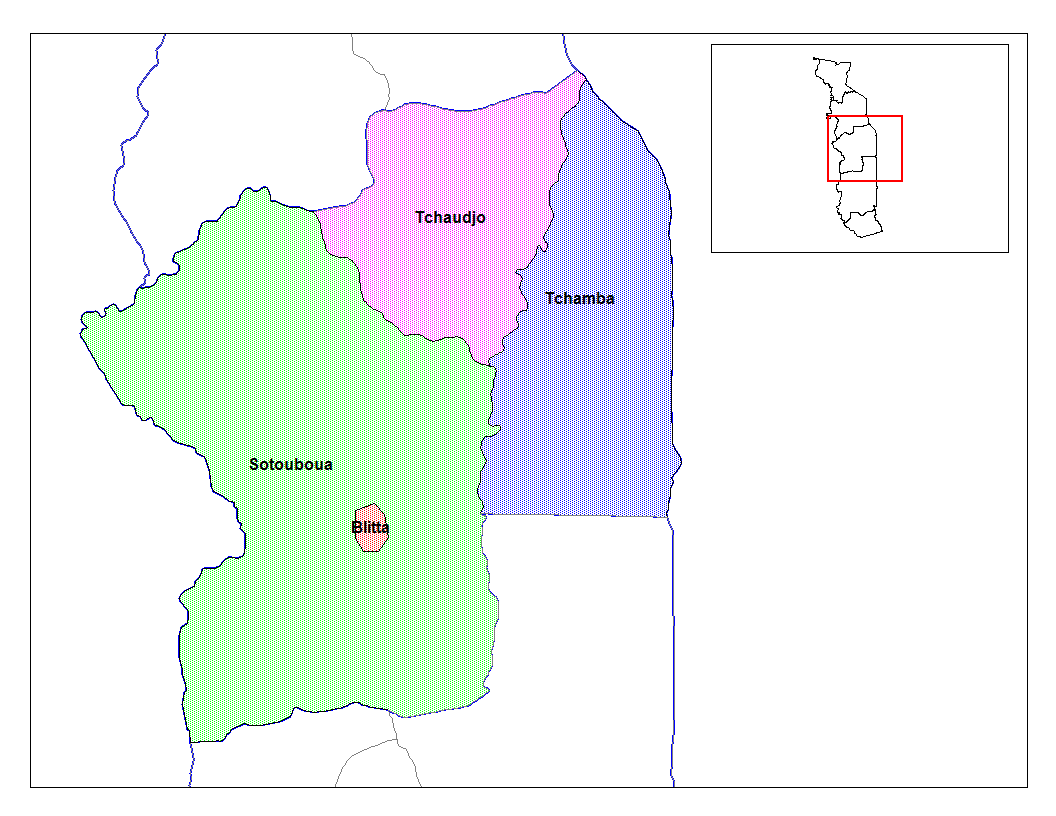

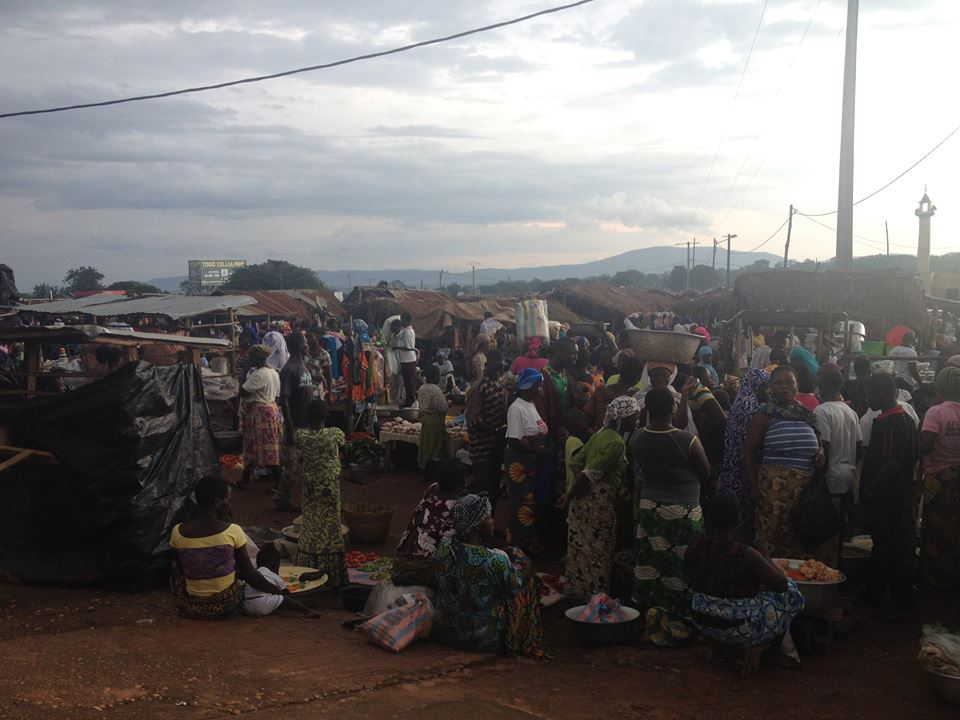

布利塔省（Blitta Prefecture），是多哥的30個省份之一，位於該國中部，由中部區負責管轄，首府設於布利塔，面積2,973平方公里，2010年人口137,658，人口密度每平方公里46.3人。